# Erythrococca ulugurensis
Erythrococca ulugurensis är en törelväxtart som beskrevs av Radcl.-sm.. Erythrococca ulugurensis ingår i släktet Erythrococca och familjen törelväxter. Inga underarter finns listade i Catalogue of Life.